# The Ultimate Foe
The Ultimate Foe (L'ennemi ultime) ou "The Trial of a Time Lord: The Ultimate Foe" est le quatrième segment de la vingt-troisième saison de la série télévisée britannique de science-fiction Doctor Who. Terminant l'arc narratif nommé The Trial of a Time Lord ("Le jugement d'un Seigneur du Temps"), il fut originellement diffusé sur la chaîne BBC One en deux parties le 29 novembre et le 6 décembre 1986. Il marque le dernier épisode dans lequel l'acteur Colin Baker tient le rôle du Docteur.

## Accroche
Le procès du Docteur par les Seigneurs du Temps arrive à sa conclusion. Il est condamné à mort par l'avocat de l'accusation, le Valeyard, qui semble cacher son jeu. Alors que tout est perdu, une intervention inattendue du Maître vient remettre les choses en perspective.

## Distribution
- Colin Baker — Le Docteur
- Bonnie Langford — Mel Bush
- Lynda Bellingham — L'Inquisitrice
- Michael Jayston — Le Valeyard
- Anthony Ainley — Le Maître
- Tony Selby — Sabalom Glitz
- Geoffrey Hughes (en) — Popplewick
- James Bree — La Gardien de la Matrice

## Résumé
Alors que le procès arrive à sa conclusion, le Docteur affirme que les preuves présentées par la matrice ont été falsifiées par l'avocat de l'accusation, le Valeyard. Alors que l'Inquisitrice amène le Gardien de la Matrice afin de prouver que c'est impossible, le contrebandier Sabalom Glitz et Mel Bush arrivent à l'intérieur de la cour. Le Maître apparaît sur les écrans de la Matrice, prouvant de ce fait qu'elle peut être corrompue. Glitz témoigne alors que les données dont il tentait de prendre possession sur la planète Ravalox avaient été volées par des êtres nommés "les Dormeurs" à l'intérieur de la Matrice. Le haut conseil des seigneurs du Temps, l'ayant appris, a retrouvé la trace des Dormeurs sur Terre et afin de ne pas se faire prendre à changer la planète de lieu, ravageant les formes de vie existantes et donnant naissance à la planète Ravalox.
Le Docteur dénonce une société des seigneurs du temps maintenant décadente et corrompue. Le Maître révèle de surcroît que le Valeyard est une manifestation du côté sombre du Docteur qui s'est formé dans le futur après sa douzième régénération. Le Valeyard cherche à tuer le Docteur afin de posséder l'énergie de ses régénérations. Alors que le Docteur demande l'arrêt du procès (un même homme ne pouvant faire partie de la défense et de l'accusation) le Valeyard s'enfuit à l'intérieur du monde virtuel de la Matrice. Le Docteur et Sabalom Glitz le poursuivent à l'intérieur.
Après avoir déambulé dans des rues désertes et s'être retrouvé dans un bâtiment nommé "l'usine à fantaisie" dans laquelle un homme du nom de Mr. Popplewick les envoie dans un monde désertique, le Docteur subit l'agression de mains sortant du sol. Toutefois, ce monde étant fait d'illusions, le Docteur s'en tire. Le Valeyard apparaît afin de narguer le Docteur et Sabalom et tous deux trouvent refuge dans un cottage. Une fois à l'intérieur, ils se rendent compte qu'ils sont arrivés dans le TARDIS du Maître.
Celui-ci explique qu'il souhaite que le Docteur gagne sur le Valeyard car il sent que ce dernier pourrait le battre. Afin d'attirer le Valeyard, il met le Docteur dans un état catatonique et l'utilise comme appât dans l'univers de la Matrice. Toutefois, lorsque le Valeyard apparaît enfin c'est sur le Maître qu'il tire, le forçant à s'enfuir. Mel apparaît et fait sortir le Docteur de sa transe. Ils sortent de la Matrice et arrivent au tribunal où le Docteur est jugé pour la destruction des Vervoids, et le témoignage de Mel prouve sa culpabilité. Toutefois, il s'agit une nouvelle fois d'une illusion et Mel, indignée du procédé, entre elle aussi dans la Matrice.
Lorsqu'elle rencontre le Docteur, celui-ci affirme qu'il savait que ce jugement était une illusion et qu'il attendait que le Valeyard apparaisse. De son côté Glitz retourne à l'usine et trouve les données de la Matrice qu'il cherchait. À son tour, le Docteur entre dans le bâtiment et démasque Popplewick comme étant le Valeyard depuis le début. Il découvre qu'il cherche à tuer les membres du jury grâce à un disséminateur de particules et lorsque le Maître tente de leur parler au travers de la Matrice, le piège se déclenche. Le Docteur parvient à saboter le disséminateur et à quitter la Matrice avec Mel. L'inquisitrice remercie le Docteur d'avoir sauvé la cour et abandonne les charges contre lui. Elle lui révèle aussi que Peri a survécu et lui propose de reprendre ses fonctions de président. Le Docteur décline.
Alors que l'inquisitrice quitte le tribunal, on s'aperçoit que le Gardien de la Matrice n'est autre que le Valeyard.

### Continuité
- L'épisode conclut le fil rouge de la saison autour du jugement du Docteur commencé par « The Mysterious Planet » et l'épisode commence sur l'accusation de génocide formulée à la fin de l'épisode précédent.
- Le Docteur, déçu des seigneurs du temps, affirme que les Daleks, les Sontariens et les Cybermen sont moins mauvais qu'eux.
- Cet épisode explique les raisons pour lesquelles la Terre a changé d'orbite (« The Mysterious Planet ») et permet de changer le destin de Peri Brown à la fin de « Mindwarp. » Celle-ci finit par se marier avec Yrcanos et devenir reine.
- On revoit le personnage du contrebandier Sabalom Glitz introduit dans « The Mysterious Planet. »
- La Mel que l'on voit au cours de l'épisode est celle du futur ramenée par le Maître, et le Docteur la rencontre, de fait, pour la première fois. Les novélisations et les épisodes dérivés expliquent qu'après cet épisode, le Docteur l'a renvoyée à son époque puis a fini par faire sa première rencontre et à vivre les aventures mentionnées dans l'épisode précédent.
- C'est le dernier épisode mettant en scène le 6e Docteur (celui-ci reviendra brièvement dans « Dimensions in Time » et dans des épisodes audiophoniques) et c'est le dernier épisode mettant en scène les Seigneurs du temps avant la Guerre du temps et leur brève réapparition dans « La Prophétie de Noël » en 2009.
- C'est la dernière fois que le logo "en forme de néon" est utilisé dans un générique de la série.